# Jonathan Pitroipa
Beninwende Yann Jonathan Pitroipa, född 12 april 1986 i Ouagadougou, är en burkinsk fotbollsspelare som spelar som ytter för Paris FC i Ligue 2.
Han var uttagen i Burkina Fasos trupp till Afrikanska mästerskapet 2013.